# Csurgó (Magyarország)
Csurgó (horvátul: Čurguj) város Somogy vármegyében, a Csurgói járás központja.

## Fekvése
A település a vármegye délnyugati részén található, annak legnyugatabbi városa, nem messze a horvát határtól. Három tájegység találkozásánál épült fel: az északnyugati Öreghegy és az Újhegy a Zalaapáti-hát legdélibb része, a Zákány-őrtilosi-dombság peremvidéke, északkeleten Belső-Somogy közel sík homokhátai határolják, míg délen a Dráva egykori medrének magaspartja.
Legfontosabb közútja a Berzence–Iharosberény közti 6819-es út, ez halad végig észak–déli irányban a város belterületein. Nyugati szomszédaival, Porrogszentkirállyal és Gyékényessel a 6808-as út köti össze, Szenta községbe pedig a belvárostól északra kiágazó 68 127-es út vezet.
Vonattal a Dombóvár–Gyékényes-vasútvonalon érhető el, amely mentén két megállója is van: magában a városban Csurgó vasútállomás, a Szenta felőli határon, külterületen pedig Zrínyitelep megállóhely. A városi vasútállomás közúti elérését a 6819-es útból a belvárosban nyugat felé kiágazó 68 315-ös számú mellékút teszi lehetővé.
Bár meglehetősen távol fekszik a Balaton déli partjától, a település szőlő- és borgazdasági szempontból mégis a Balatonboglári borvidék részét képezi.

## Története
Csurgó területe már az őskorban lakott volt, erre utalnak a város határában talált őskohó-maradványok. A római korban itt haladt el a Pannónia provinciát a Tengermellékkel és a birodalom központjával összekötő hadi- és kereskedőút.
Első okleveles említése 1019-ből származik: a zalavári apátság alapítólevele szerint Szent István ekkor a Benedek-rendi barátoknak adományozta a falu jövedelmét. Az Árpád-korban eleinte a somogyi szabad királyi kanászok földjének részét képezte, majd III. Béla testvére, Margit a keresztes lovagoknak adományozta. Ők a Felső-Csurgó nevű településrészen, egy mocsárvidékből kiemelkedő dombon települtek le: a hagyomány szerint először a templáriusok, majd a 12. század végére az ispotályosok. A jeruzsálemi Szent János-lovagrend valamikor 1217 és 1226 között alapította az első rendházat a területen, ez a rendház erődítményként, kórházként és templomként is szolgált. A hagyomány szerint IV. Béla a muhi csata után délnyugat felé menekülve Csurgón is áthaladt, ahol meg is szállt, a Szűz Mária-kút vizéből pedig ivott is.
Csurgót 1405. szeptember 28-ai adománylevelével Zsigmond királytól mezővárosi rangra emelte. Vára a 15. században épült, de a 18. században lerombolták, 13. századi temploma szintén majdnem teljesen megsemmisült a török megszállás idején, de 1731-től kezdve újjáépítették. 1543-ban ide költözött, s két évig itt élt Tinódi Lantos Sebestyén, miután ura, Török Bálint török fogságba esett.
A hódoltság követő időszakban, 1726-ban került a Festetics család tulajdonába. Új tulajdonosai birtokuk központjává tették. Festetics György 1792-ben megalapította a gimnáziumot, mellyel örökre beírta a város nevét a magyar művelődéstörténetbe. Az 1792-ben alapított gimnáziumban tanított 1799. május 26-tól 1800. február 17-ig Csokonai Vitéz Mihály. Csokonai itt fejezte be Dorottya című vígeposzát.
Csurgó 1850-ben lett ismét mezőváros, majd 1896-tól itt működött Somogy vármegye első tanítóképzője. 1871-ben járási székhellyé vált. 1872-ben elkészült a fiumei vasútvonal Csurgón áthaladó szakasza, ezzel bekapcsolódott az ország közlekedési hálózatába. Városi jogot 1989-ben nyert ismét.

## Közélete

### Polgármesterei
- 1990–1994: Szászfalvi László (MDF)[6]
- 1994–1995: Szászfalvi László (MDF–KDNP–NDSZ)[7]
- 1995–1998: Szászfalvi László (MDF–KDNP–NDSZ)[8]
- 1998–2002: Szászfalvi László (MDF–Fidesz–FKgP)[9]
- 2002–2002: Szászfalvi László (MDF–Fidesz–Kisgazda Polgári Egyesület)[10]
- 2003–2006: Bihariné Asbóth Emőke (független)[11]
- 2006–2010: Szászfalvi László (Fidesz–KDNP–Nemzeti Fórum)[12]
- 2010–2014: Füstös János (Fidesz–KDNP)[13]
- 2014–2019: Füstös János (Fidesz–KDNP)[14]
- 2019–2024: Füstös János (Fidesz–KDNP)[15]
- 2024–2025: Ilia Csaba (Csurgó Város Fejlődéséért Egyesület)[1]

1995. június 18-án időközi polgármester-választást tartottak a településen, mert a végül júniusban újraválasztott Szászfalvi László márciusban lemondott a tisztségéről. 2003. április 27-én ismételten időközi választást tartottak Csurgón, mert Szászfalvi 2002. december 19-én a képviselő-testületen belüli feszültségek miatt megint lemondott.
2025. szeptember 21-én ismét időközi polgármester-választást (és képviselő-testületi választást) kell tartani a városban, az előző képviselő-testület néhány hónappal korábban kimondott feloszlása miatt.

## Népesség
A település népességének változása:
| Lakosok száma | 5229 | 5150 | 4741 | 4528 | 4387 | 4392 | 4295 |
|               | 2013 | 2014 | 2018 | 2021 | 2022 | 2023 | 2024 |

A városban 2007-ben 5150 fő élt és összesen 2093 lakás volt.
A 2011-es népszámlálás során a lakosok 86,7%-a magyarnak, 0,4% németnek, 4,3% cigánynak, 0,1% horvátnak, 0,1% románnak, 0,1% szerbnek mondta magát (13,2% nem nyilatkozott; a kettős identitások miatt a végösszeg nagyobb lehet 100%-nál). A vallási megoszlás a következő volt: római katolikus 52,6%, református 11,1%, evangélikus 4,5%, görögkatolikus 0,3%, felekezet nélküli 8,9% (22% nem nyilatkozott). A 2022-es népszámlálás szerint a lakosság száma 4387 fő volt.
2022-ben a lakosság 89,7%-a vallotta magát magyarnak, 1,4% cigánynak, 1% németnek, 0,1% románnak, 0,1% horvátnak, 0,1% lengyelnek, 1,7% egyéb, nem hazai nemzetiségűnek (10% nem nyilatkozott; a kettős identitások miatt a végösszeg nagyobb lehet 100%-nál). Vallásuk szerint 39,6% volt római katolikus, 9,3% református, 4,1% evangélikus, 0,2% görög katolikus, 0,5% egyéb keresztény, 1% egyéb katolikus, 8,5% felekezeten kívüli (36,7% nem válaszolt).

## Látnivalók
- Városi Múzeum
- Szentlélek-templom (13. századi eredetű, a barokk korban átépítették, de tornya még romanikus stílusú)
- A Csokonai Református Gimnázium (18. század vége, eklektikus) és annak könyvtára Somogy vármegye első történelmi emlékhellyé nyilvánított helyszíne.[22]
- Csokonai Közösségi Ház
- Városi Könyvtár
- Sportcsarnok
- Meller-kastély: a 19. század végén épült eklektikus, saroktornyos épület bejárati folyosójának oldalát szecessziós, eozinmázas csempék díszítik, és ugyancsak szecessziós a főkapuja is. Belül még eredetiek a kerámia padlólapok, a parketta, a falépcsők és a faburkolatok is.[23]
- Basakút: egy korábban meglevő forrás megásatásával 1600 táján építtette ki Ibrahim pasa.[24]
- Zis-tó: az Alsok városrészben található tó helyén régen mocsaras terület volt, később a földet kitermelték belőle, így kialakult a tó medre. 1990 után kikotorták a medret, a környéket rendezték, azóta kedvelt horgász- és kirándulóhely.[25]

## Rendezvények
- Csuszafesztivál: 2004 óta rendezik meg arra a legendára alapozva, hogy a túrós csusza annak a Török Bálint 16. századi hadvezérnek volt a kedvenc eledele, akinek felesége Csurgón óriási virágoskertet létesített. A fesztivált a gasztronómiai elemek mellett számos művészeti program is kíséri évről évre.[26]
- Őszi fesztivál: a kétnapos rendezvényen bemutatkoznak a környék termelői, valamint mezőgazdasággal kapcsolatos szakmai előadások hangzanak el. A nagyközönséget kiállítás, vásár és szüreti mulatság várja.[27]

## Sport
A Csurgói KK érte el Csurgó történetében a legnagyobb sportsikereket, amikor bejutott a magyar férfi kézilabda-bajnokság első osztályába. A város rendelkezik megye I szintű labdarúgócsapattal is.

## Híres szülöttei, lakói
- Itt lakott Csokonai Vitéz Mihály 1799–1800-ban, a református gimnázium helyettes tanáraként.
- Itt született Nagy Samu, született Neuhaus (1881–1940) író, újságíró, szerkesztő.
- Itt született Kiss Angyal Ernő dal- és zeneszerző.
- Itt született Nádasdi Sárközy Elemér, festő.
- Itt született Csurgói Máté Lajos (1931–2001) festő, grafikus, író, zenész.
- Itt született Dr. Nacsa Lajos katolikus plébános.
- Itt született Laky Dezső (1887–1962) statisztikus, gazdaságpolitikus, 1940–1941-ben közellátásért felelős tárca nélküli miniszter, az MTA tagja.
- Itt született Bokor József filozófus, író A Pallas nagy lexikona szerkesztője.
- Itt élt Hadik Magda szobrász, éremművész.

## Képek

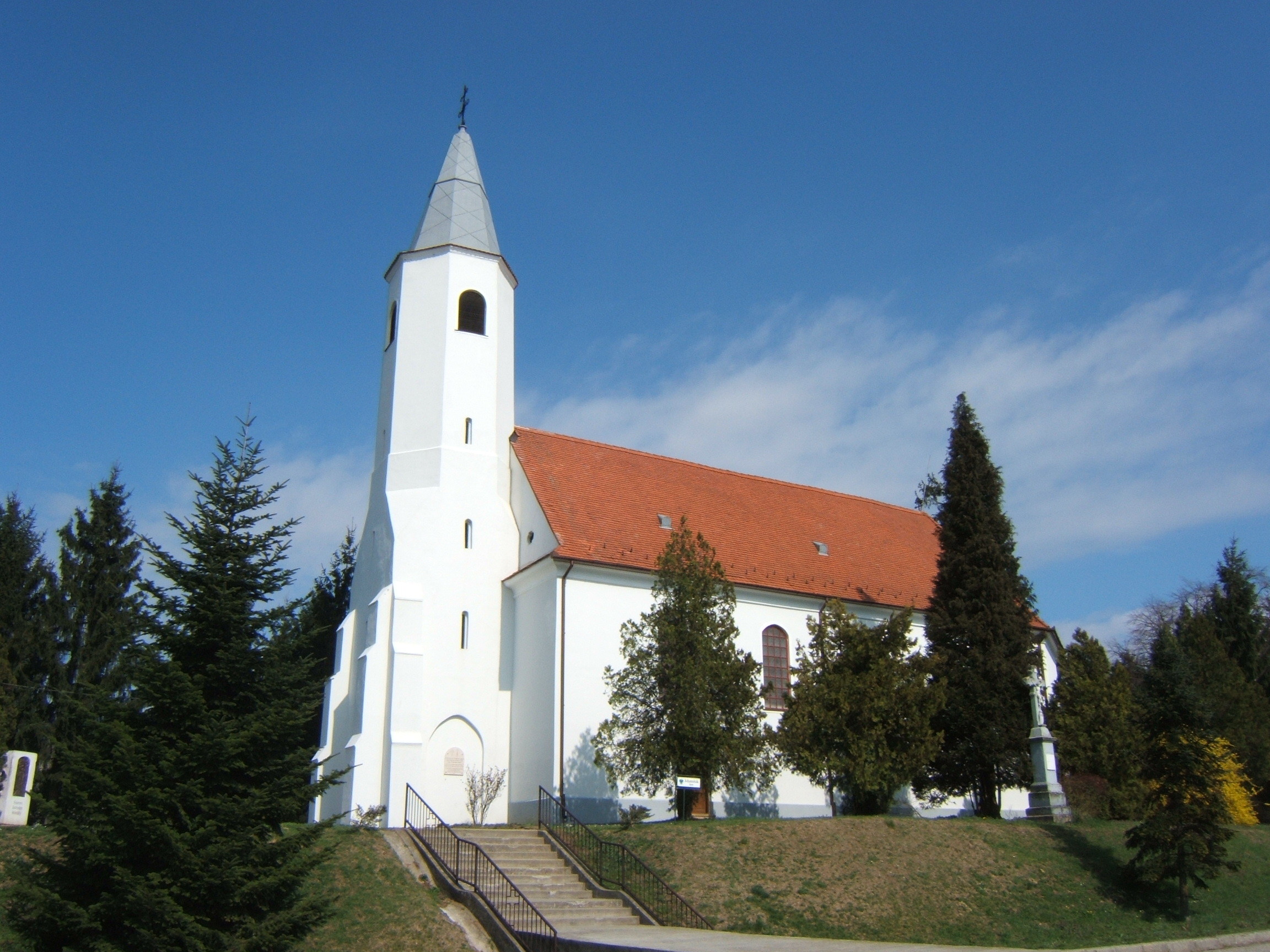
Középkori eredetű templom
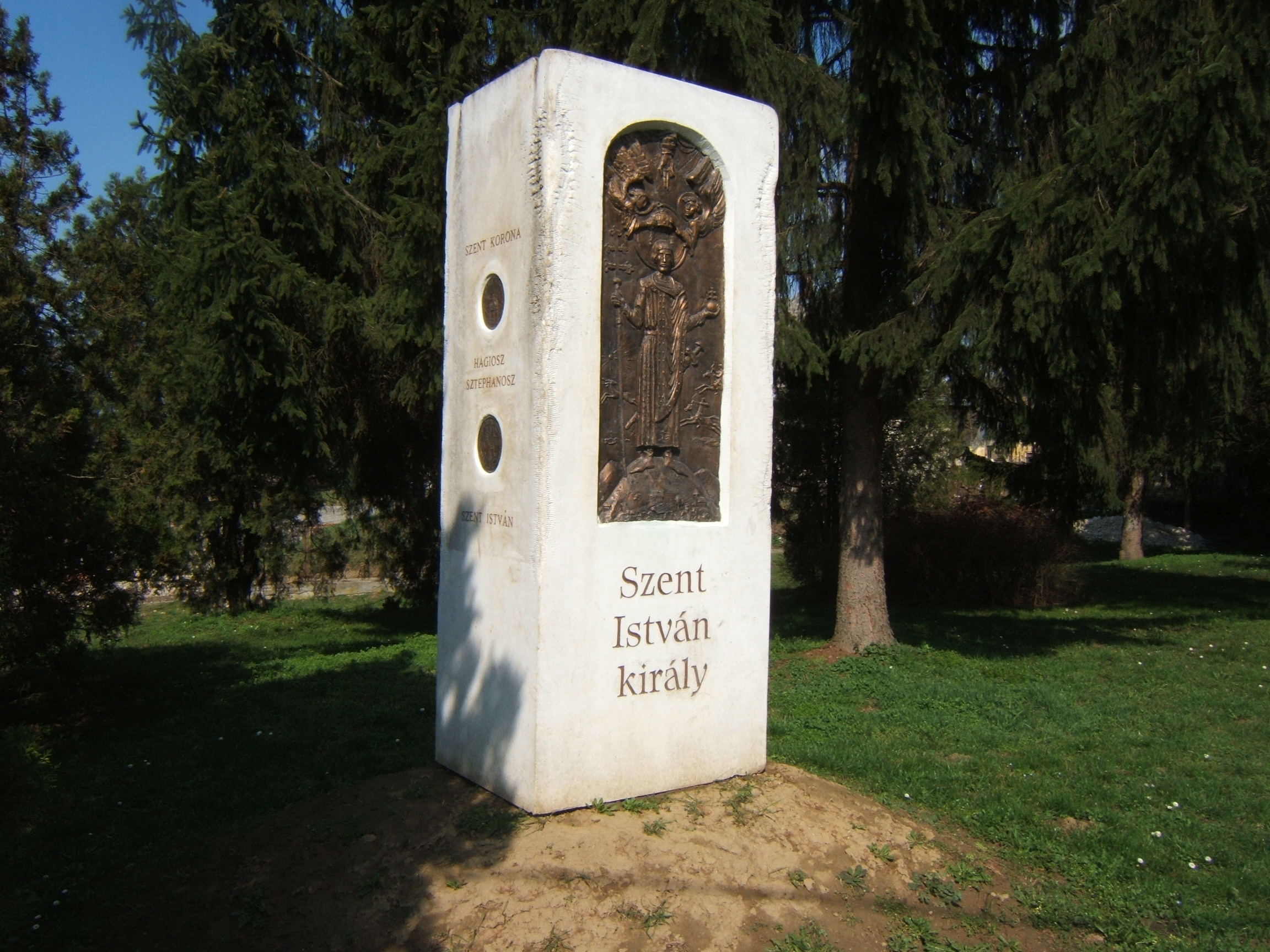
Szent István-emlékmű

## Testvérvárosai
- Aumale, Franciaország
- Fehérvárcsurgó
- Haimhausen, Németország
- Juzava, Japán[28]
- Markelo, Hollandia
- Székelykeresztúr, Székelyföld
- Verebély, Felvidék
- Vrsar, Horvátország